# 近藤里沙
近藤 里沙（こんどう りさ、1999年11月26日 - ）は、日本の女優である。
東京都出身。スターダストプロモーション所属。

## 経歴
2007年に劇団東俳に入所。
テレビ東京で毎週木曜日と金曜日に放送された「Disney Time」にディズニー調査隊・キッズリポーターとして出演した。他にも、テレビドラマや舞台出演にも活動を広げている。
2014年、スターダストプロモーションへ移籍。

## 出演

### 映画
- パートナーズ（2010年11月6日、東京テアトル） - 長谷川美羽 役[3]
- ひまわりと子犬の7日間（2013年3月16日、松竹） - 神崎里美 役
- 心が叫びたがってるんだ。（2017年7月22日、アニプレックス）- 北村よし子 役
- 血ぃともだち（2019年製作、2022年2月5日公開）

### テレビドラマ
- RESCUE〜特別高度救助隊 第5・7・8話（2009年2月21日・3月7日・14日、TBS） - 五十嵐千春 役
- 婚カツ! 第5・7・最終話（2009年5月18日・6月1日・29日、フジテレビ） - 高倉真由 役
- 官僚たちの夏 第4話（2009年7月26日、TBS） - 玉木美樹 役
- 浅見光彦〜最終章〜 第8話（2009年12月9日、TBS） - 谷本咲江（演：市毛良枝の幼少期） 役
- 金曜プレステージ 奥様は警視総監5（2009年12月11日、フジテレビ） - 橘勝気 役
- 絶対零度〜未解決事件特命捜査〜 第7話（2010年5月25日、フジテレビ） - 安藤千尋 役
- ハンチョウ〜神南署安積班〜 シリーズ3 第2話（2010年7月12日、TBS） - 染谷美海 役
- ひとりじゃない（2011年1月8日 - 2月12日、BSフジ） - 辺見日名子 役
- IS〜男でも女でもない性〜 第3・8話（2011年8月1日・9月5日、テレビ東京） - 伊吹葵（幼少期） 役
- 土曜ワイド劇場（テレビ朝日 / 朝日放送）
  - 救急救命士・牧田さおり8（2011年8月27日） - 道端美咲 役
  - 遺品の声を聴く男5（2014年6月21日） - 高樹沙織 役
- Oh!デビー 第1・最終話（2011年10月1日・22日、BSスカパー!） - 田中花梨（演：矢田亜希子の幼少期） 役
- 大河ドラマ 平清盛 第32・34話（2012年8月19日・9月2日、NHK） - 平盛子（演：八木のぞみの幼少期） 役
- 吉原裏同心 第2話（2014年7月3日、NHK） - おくに 役
- 快盗戦隊ルパンレンジャーVS警察戦隊パトレンジャー 第17話（2018年6月3日、テレビ朝日） - 赤来末那 役[4]
- 魔進戦隊キラメイジャー 第9話「わが青春のかるた道」（2020年5月3日、テレビ朝日系） - 村雨真木埜 役
- #コールドゲーム（2021年6月6日 - 、東海テレビ他） - 竹村由依 役

### 舞台
- みすゞさん あそぼうよ!（2008年3月29日 - 30日、浜田山会館） - 金子みすゞ（幼少期） 役
- 細雪（2008年6月5日 - 30日、帝国劇場） - 悦子 役
- 二十四の瞳（2009年） - 片桐コトエ（幼少期） 役
- アニー（2010年4月24日 - 8月29日、東京 / 地方） - テシー 役
- サウンド・オブ・ミュージック（2010年） - ルイーザ 役
- テイルズ オブ ザ ステージ -光と影の正義-（2019年12月5日 - 15日、天王洲銀河劇場）- リタ 役

### バラエティ
- Disney Time（2008年 - 2010年、テレビ東京） - 不定期出演

### CM
- タイトー クッキングママ3（2009年）
- 日本マクドナルド ハッピーセット（2009年）
- 丸大食品 燻製屋熟成ウインナー（2009年）
- パナソニック 「たいせつなひとに、いつも Iron Short Story」（2015年）
- 代々木ゼミナール（2017年）

### スチール
- 伊藤園 ティーバッグビデオ